# Церковь Святой Анны (Воронча)
Костёл Святой Анны (бел. Касцёл Святой Ганны) — католический храм в агрогородке Воронча, Гродненская область, Белоруссия. Относится к Новогрудскому деканату Гродненского диоцеза. Памятник архитектуры в стиле позднего классицизма, с элементами барокко и неоготики, построен в 1773—1781 годах. Включён в Государственный список историко-культурных ценностей Республики Беларусь.

## История
Храм Святой Анны был построен в 1773—1781 годах на средства тогдашнего владельца поместья воеводы новогрудского Юзефа Неселовского.
В храме Святой Анны был крещён поэт и фольклорист Ян Чечот.
В годы Второй мировой войны в 1943 году был сожжён советскими партизанами и долгое время пребывал в запустении. В 90-е годы XX века был возвращён Католической церкви и в 1995 году отреставрирован.

## Архитектура
Храм св. Анны — трёхнефное, двухбашенное, безапсидное здание. В архитектуре главного фасада доминируют две трёхъярусные купольные башни с полуциркульными проёмами и треугольный фронтон по центру. Главный фасад выделен пристенным дорическим шестиколонным портиком с антаблементом. В интерьере частично сохранились цилиндрические своды с распалубкой, перекрывающие три нефа, в алтарной части — настенная роспись.